# Mouvement international de la Croix-Rouge et du Croissant-Rouge
Pour les articles homonymes, voir Croix-Rouge.
- Croix-Rouge
- Croissant-Rouge
- Étoile-Rouge (Magen David Adom)
- Organisation non représentée à la Fédération

Le Mouvement international de la Croix-Rouge et du Croissant-Rouge est le plus important regroupement d'organisations humanitaires au monde.

## Historique

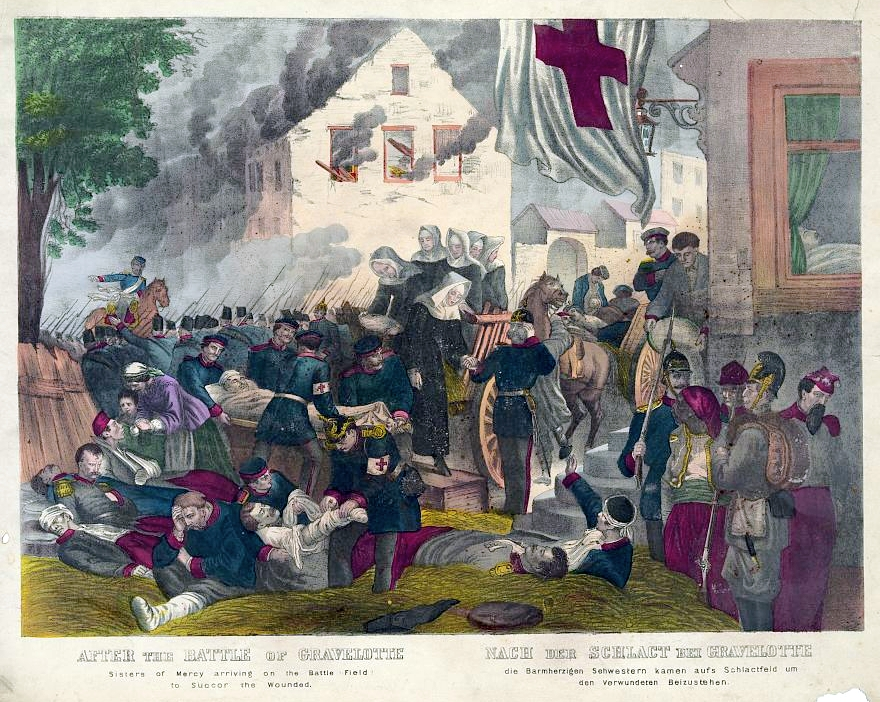
La Croix-Rouge, après la bataille de Saint-Privat en 1870.

C'est à la suite de la bataille de Solférino en 1859, qu'Henry Dunant, homme d'affaires protestant genevois, eut comme projet une organisation de secours, neutre et permanente pour les soldats blessés. Il fit connaître ses intentions notamment en publiant Un souvenir de Solférino en 1862, ouvrage qui connut un fort retentissement en Europe. Deux propositions de son projet sont au centre de la fondation du droit international humanitaire et de la Croix-Rouge : d'une part, la neutralité du personnel sanitaire lui permettant de faire son travail et, d'autre part, la création de sociétés de secours nationales pour le soin des blessés de guerre.
En 1863, Gustave Moynier exposa les projets de Dunant à la Société genevoise d'utilité publique. À la suite de cela, la commission de cinq membres, composée de Gustave Moynier, du général Guillaume-Henri Dufour, de Dunant, de Louis Appia et de Théodore Maunoir, se constitua en février 1863 en Comité international de secours aux militaires blessés présidé par Guillaume-Henri Dufour (1863-1864).
Cette organisation deviendra plus tard le Comité International de la Croix-Rouge (CICR), qui aujourd'hui et depuis plus d'un siècle, s’efforce de prévenir la souffrance par la promotion et le renforcement du droit et des principes humanitaires universels.
À la fin du XVIIIe siècle, en 1793, le baron Dominique-Jean Larrey, précurseur en matière de secours aux blessés sur les champs de bataille, pratiquait déjà les soins sur le terrain le plus tôt possible, grâce à des ambulances chirurgicales mobiles. Membre de l'Académie de médecine, il a l'idée de mettre en place après 1815 un système d'« ambulances volantes » détaché du commandement et dans lesquelles il embarquerait indifféremment amis et ennemis, afin de les soigner sans faire de distinction ni de nationalité, ni de grade. Ce système n'obtient pas le succès escompté, mais l'idée constitue les prémices de la Croix-Rouge.

## Composition

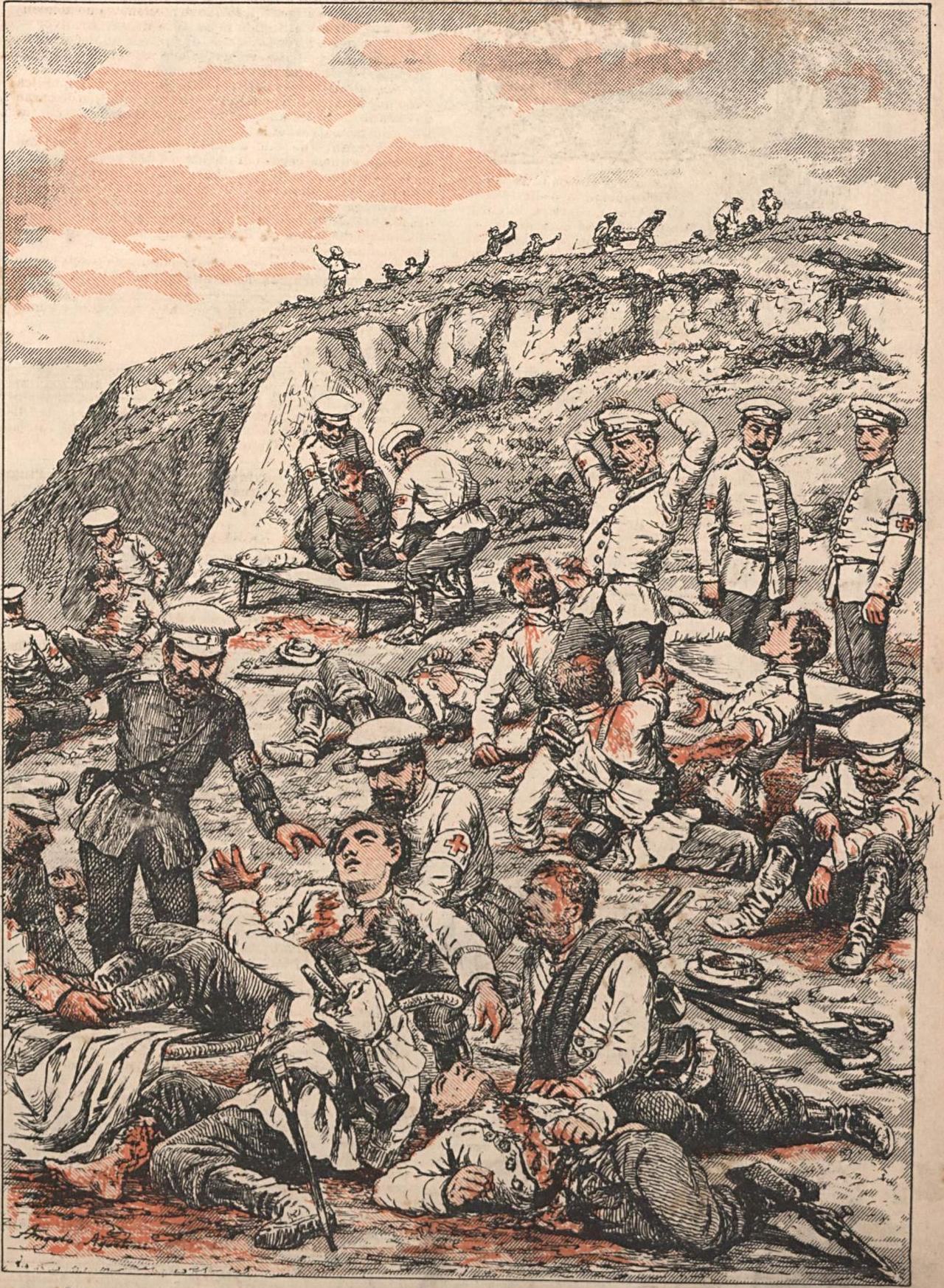
Après la bataille de Liaoyang, des blessés russes sont transportés par la Croix-Rouge (Angelo Agostini).

Le Mouvement international de la Croix-Rouge et du Croissant-Rouge se compose de trois institutions internationales :
- le Comité international de la Croix-Rouge, créé en 1863 ;
- la Fédération internationale des Sociétés de la Croix-Rouge et du Croissant-Rouge, créée en 1919 ;
- ainsi que des 190 Sociétés nationales de la Croix-Rouge ou du Croissant-Rouge.

Ces composantes sont strictement indépendantes les unes des autres.
Les organes du Mouvement international de la Croix-Rouge et du Croissant-Rouge sont :
- la Conférence internationale de la Croix-Rouge et du Croissant-Rouge ;
- le Conseil des Délégués ;
- la Commission Permanente.

Le Mouvement, à travers ses sociétés nationales, est composé de 97 millions de membres et volontaires et emploie 300 000 personnes.

## Mission
La mission du Mouvement est de prévenir et d'alléger en toutes circonstances les souffrances des hommes, des femmes et des enfants ; de protéger la vie et la santé et de faire respecter la personne humaine, en particulier en temps de conflit armé, de catastrophes climatiques, et dans d'autres situations d'urgence ; d'œuvrer à la prévention des maladies et au développement de la santé et du bien-être social ; d'encourager l'aide volontaire et la disponibilité des membres du mouvement, ainsi qu'un sentiment universel de solidarité envers tous ceux qui ont besoin de sa protection et de son assistance.
Le mouvement, dans la poursuite de sa mission, est guidé par ses principes fondamentaux : humanité, impartialité, neutralité, indépendance, volontariat, unité et universalité.

## Principes fondamentaux

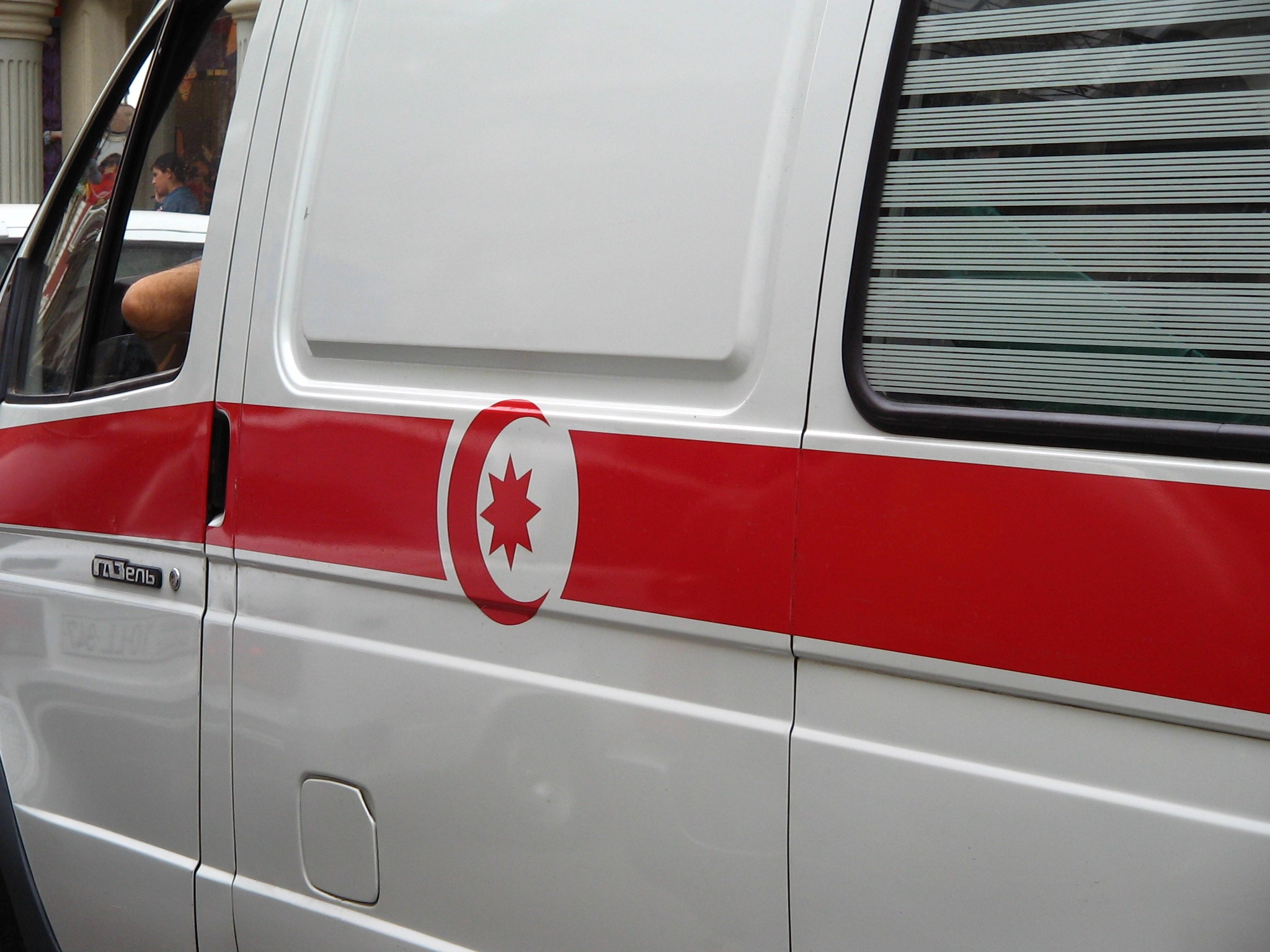
Ambulance du Croissant-Rouge en Azerbaïdjan.

Les principes fondamentaux de la Croix-Rouge sont le fruit d'un siècle d'expérience ; proclamés à Vienne en 1965, ils donnent leur cohésion aux Sociétés nationales de la Croix-Rouge et du Croissant-Rouge, au Comité international de la Croix-Rouge et à la Fédération internationale des Sociétés de la Croix-Rouge et du Croissant-Rouge, et garantissent la pérennité du Mouvement et de son action humanitaire.
La XXe Conférence internationale de la Croix-Rouge proclame les principes fondamentaux suivants, sur lesquels repose l’action de la Croix-Rouge :
HumanitéNée du souci de porter secours sans discrimination aux blessés des champs de bataille, la Croix-Rouge, sous son aspect international et national, s’efforce de prévenir et d’alléger en toutes circonstances les souffrances humaines. Elle tend à protéger la vie et la santé, ainsi qu’à faire respecter la personne humaine. Elle favorise la compréhension mutuelle, l’amitié, la coopération et une paix durable entre tous les peuples.
ImpartialitéElle ne fait aucune distinction de nationalité, de race, de religion, de condition sociale ou d’appartenance politique. Elle s’applique seulement à secourir les individus à la mesure de leur souffrance et à subvenir par priorité aux détresses les plus urgentes.
NeutralitéAfin de garder la confiance de tous, elle s’abstient de prendre part aux hostilités et, en tout temps, aux controverses d’ordre politique, racial, religieux ou philosophique.
IndépendanceLa Croix-Rouge est indépendante. Auxiliaires des pouvoirs publics dans leurs activités humanitaires et soumises aux lois qui régissent leurs pays respectifs, les Sociétés nationales doivent pourtant conserver une autonomie qui leur permette d’agir toujours selon les principes de la Croix-Rouge.
VolontariatLa Croix-Rouge est une institution de secours volontaire et désintéressée.
UnitéIl ne peut y avoir qu’une seule Société de la Croix-Rouge dans un même pays. Elle doit être ouverte à tous et étendre son action humanitaire au territoire entier.
UniversalitéLa Croix-Rouge est une institution universelle, au sein de laquelle toutes les Sociétés ont des droits égaux et le devoir de s’entraider.
Ces principes sont valables pour tous les dérivés de la fondation de la Croix-Rouge, qui agissent tous dans le même but.

## Emblèmes

Le cristal rouge, emblème officiel depuis 2005.

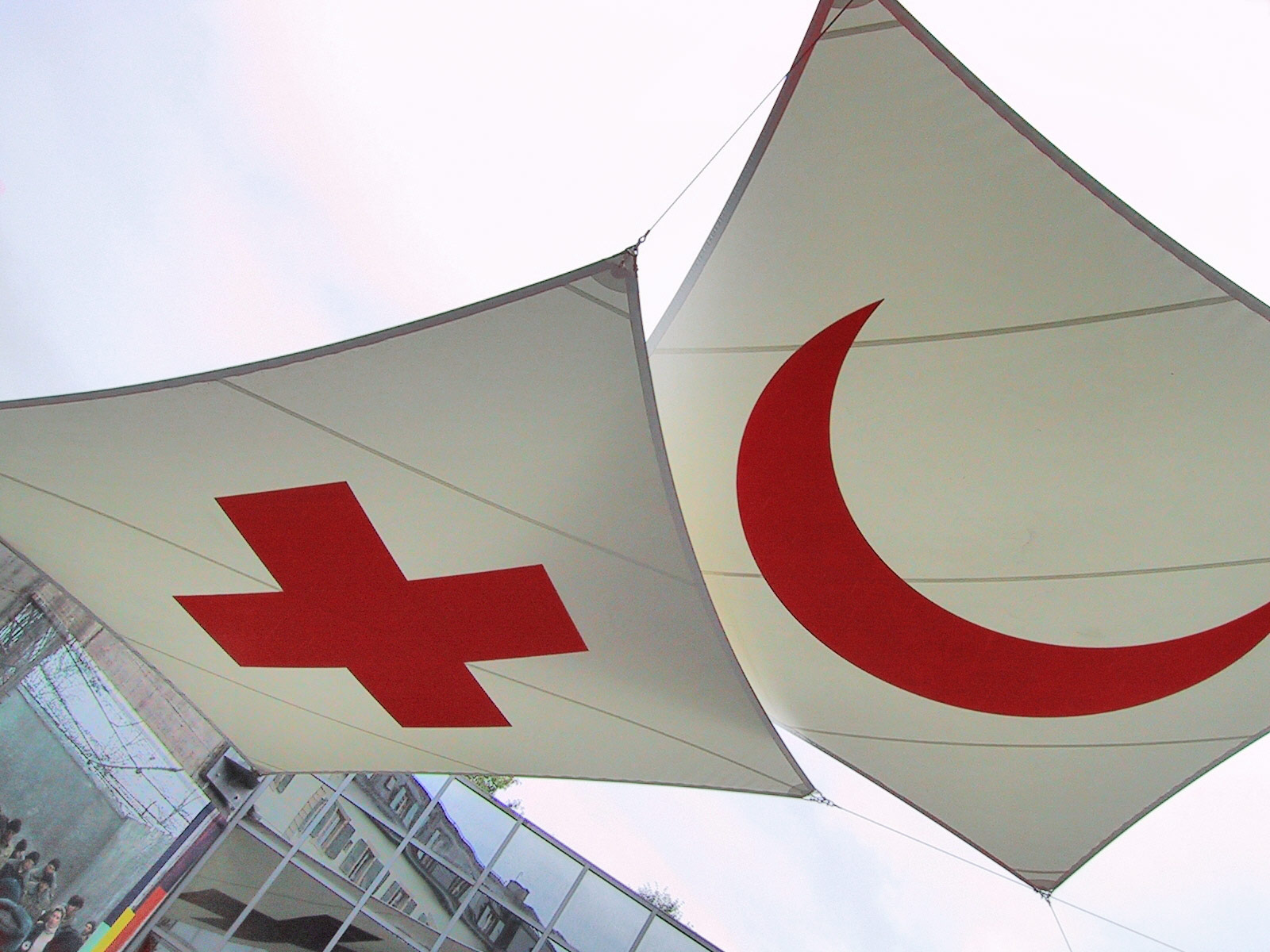
Les emblèmes de la croix rouge et du croissant rouge, les symboles desquels le nom du mouvement est issu.

Le premier emblème, une croix rouge sur fond blanc, soit les couleurs inversées du drapeau suisse, a été proposé en 1863 et reconnu en 1864. Il fut d'abord appliqué sur le brassard blanc à croix rouge.
Quatre emblèmes sont actuellement reconnus : la croix rouge, le croissant rouge, le lion-et-soleil rouge (qui n'est aujourd'hui plus utilisé depuis la révolution iranienne) et dernièrement le Cristal-Rouge.
D'autres symboles ont été proposés par d'autres pays, mais refusés pour ne pas multiplier les drapeaux. Ces pays durent choisir entre la croix ou le croissant. Malgré plusieurs refus, le Magen David Adom en Israël continua à utiliser l'étoile de David rouge. Membre depuis juillet 2006 de la FICR, le Magen David Adom adopta finalement un symbole plus neutre : une étoile de David dans un cristal rouge. Ainsi, le cristal rouge est choisi en 2005 comme symbole plus neutre, sans référence religieuse.
Le choix d'un emblème pour désigner clairement les services médicaux en temps de guerre est une nécessité vitale pour que leur protection puisse être assurée. Ce n'est pas seulement l'emblème qui protège les services médicaux, mais leur fonction. Il est donc totalement interdit de s'en prendre à des installations médicales, même si elles arborent un emblème différent de la croix rouge, du croissant rouge ou du cristal rouge.

## Présidents de la Fédération internationale de la Croix-Rouge
- 1919-1922 : Henry Davison (États-Unis)
- 1922-1935 : John Barton Payne (États-Unis)
- 1935-1938 : Cary Travers Grayson (États-Unis)
- 1938-1944 : Norman Davis (États-Unis)
- 1944-1945 : Jean de Muralt (Suisse)
- 1945-1950 : Basil O'Connor (États-Unis)
- 1950-1959 : Emil Sandström (Suède)
- 1959-1965 : John MacAulay (Canada)
- 1965-1977 : José Barroso Chávez (Mexique)
- 1977-1981 : Justice Adefarasin (Nigeria)
- 1981-1987 : Enrique de la Mata (Espagne)
- 1987-1997 : Mario Enrique Villarroel Lander (Venezuela)
- 1997-2000 : Astrid Heiberg (Norvège)
- 2001-2009 : Juan Manuel del Toro y Rivera (Espagne)
- 2009-2017 : Tadateru Konoe (Japon)
- 2017-2023 : Francesco Rocca (Italie)
- Depuis 2023 : Kate Forbes (États-Unis)

## Médaille Henry-Dunant
La commission permanente décerne tous les deux ans jusqu'à cinq médailles Henry-Dunant, destinées à reconnaître et à récompenser des services exceptionnels et des actes de grand dévouement à la cause de la Croix-Rouge et du Croissant-Rouge accomplis par un membre du mouvement, essentiellement dans un contexte international. Il existe par ailleurs des distinctions nationales à la discrétion des organisations nationales.